# Julio Alberto Poch
Julio Alberto Poch, nacido en Buenos Aires, en 1952, de nacionalidad argentina y neerlandesa, es un comandante de Línea Aérea y aviador naval retirado de la Armada Argentina. Procesado acusado de delitos de lesa humanidad por haber participado como piloto de los llamados vuelos de la muerte,
 fue finalmente absuelto por el tribunal no consideró suficiente prueba su autoinculpación. Convertido en piloto de la línea aérea holandesa Transavia, Poch alardeaba de su desempeño en los vuelos de la muerte.

## Trayectoria
Poch estudió en el Colegio Nacional de Buenos Aires y, entre los años 1969 y 1972, cursó la Escuela Naval Militar. Se graduó como piloto de la Aviación Naval en 1974. Realizó cursos en los Estados Unidos en 1977. Se especializó en aviones de Caza y Ataque como el Skyhawk A4Q a bordo de los cuales sirvió en el portaaviones "25 de Mayo" durante la crisis del Canal de Beagle. Piloteando una de esas aeronaves interceptó y puso en fuga a un Aviocar CASA 212 de la aviación chilena, el 19 de diciembre de 1978. Se retiró el 1.º de diciembre de 1980 de la Armada con el grado de Teniente de Fragata. Ingresó como piloto comercial a la empresa Aerolíneas Argentinas en febrero de 1981 donde fue piloto de Boeing 747 y Boeing 737. En el año 1989 emigró con su familia a Holanda para volar en la aerolínea de bajo coste Transavia, propiedad de KLM-Air France. En 1995 le fue otorgada la nacionalidad holandesa.

## Juicios
Fue involucrado en la llamada 'megacausa ESMA' por los testimonios de dos pilotos holandeses, compañeros del ex marino en su trabajo como Comandante de Transavia. En diciembre de 2008 la justicia argentina solicitó a Holanda su arresto y extradición. Siguiendo una orden de captura internacional fue detenido en Valencia en septiembre de 2009. En enero de 2010, Poch aceptó voluntariamente su extradición a la Argentina, donde negó toda relación con los "vuelos de la muerte" alegando que sus compañeros habían intencionalmente malinterpretado sus palabras.
En mayo de 2010 el juez Sergio Torres dispuso procesarlo con prisión preventiva imputándole el delito de “privación ilegítima de la libertad”. En el mes de octubre la Cámara Federal revocó su procesamiento y le ordenó al juez que dicte una nueva resolución, señalando que del pronunciamiento revocado “no surge mínimamente acreditada la vinculación del imputado integrando el Grupo de Tareas” represivas que operó en la Escuela de Mecánica de la Armada (ESMA); agregó que el juez no analizó la responsabilidad atribuible a Poch sino que solo formuló una “afirmación genérica de su condición de integrante del Grupo de Tareas y/o de su participación en los vuelos de la muerte”, por lo que el magistrado deberá dictar un nuevo pronunciamiento.
La Cámara Federal porteña ordenó en diciembre de 2010 que el expiloto naval sea excarcelado y le requirió al juez Torres que profundice la investigación.

## Nuevo juicio
En marzo de 2013 se inició un nuevo juicio en el cual se unificaron diferentes tramos de la megacausa ESMA en el cual Poch está siendo nuevamente juzgado.
Está imputado por los casos de 30 víctimas (entre ellas, Alice Domon, Leonie Duquet, María Esther Ballestrino de Careaga, María Eugenia Ponce de Bianco, Ángela Auad, Patricia Oviedo, Raquel Bulit, Eduardo Horane, Remo Berardo, Horacio Elbert, Julio Fondovila y Azucena Villaflor de Vincenti), acusado de los delitos de coautor de la privación ilegal de la libertad y la aplicación de violencia y partícipe necesario de homicidios todos delitos agravados por su condición de funcionario público. En 2016 cumple prisión preventiva en el Penal de Marcos Paz. Fue absuelto el 29 de noviembre de 2017.